# Jean Gosselin (cyclisme)
Pour les articles homonymes, voir Jean Gosselin et Gosselin.
Jean Gosselin est un coureur cycliste français né le 2 juin 1931 à Lille et mort le 31 juillet 1976 à Beaumont-en-Cambrésis.
Il a mené une carrière professionnelle de 1955 à 1957.

## Palmarès
1955
- 3e étape du Tour de Belgique indépendants
- 4e étape du Tour de Belgique indépendants
- 2e du Grand Prix de Saint-Omer

1956
- 3e du Circuit des Ardennes international
- 3e du Circuit du Port de Dunkerque
- 3e du Grand Prix de Saint-Omer

1958
- 3e du Grand Prix de Saint-Omer